# Apolinar Aguilar Velasco
Apolinar Aguilar Velasco es un artesano y herrero que vive y trabaja en el pueblo de Ocotlán de Morelos, ubicado al sur de México, en el estado de Oaxaca. Es reconocido por elaborar espadas a mano. Sus trabajos se han empleado en películas tales como Conan el Bárbaro. El taller exporta sus productos a compradores con diversos intereses tales como teatros, centros de artes marciales y coleccionistas en el resto de México y Estados Unidos.

## Historia
Aguilar Velasco nació y creció en Ocotlán de Morelos, pueblo con la tradición de herrería. Apolinar y su hermano Ángel Aguilar aprendieron el oficio de la herrería a través de su tío Ricardo Guzmán. Así, establecieron formalmente su taller en 1970. En 1985, Guzmán muere a la edad de 110 años. Poco tiempo después Ángel también muere. Sin embargo, Apolinar continúa con el taller siendo más reconocido por sus trabajos.

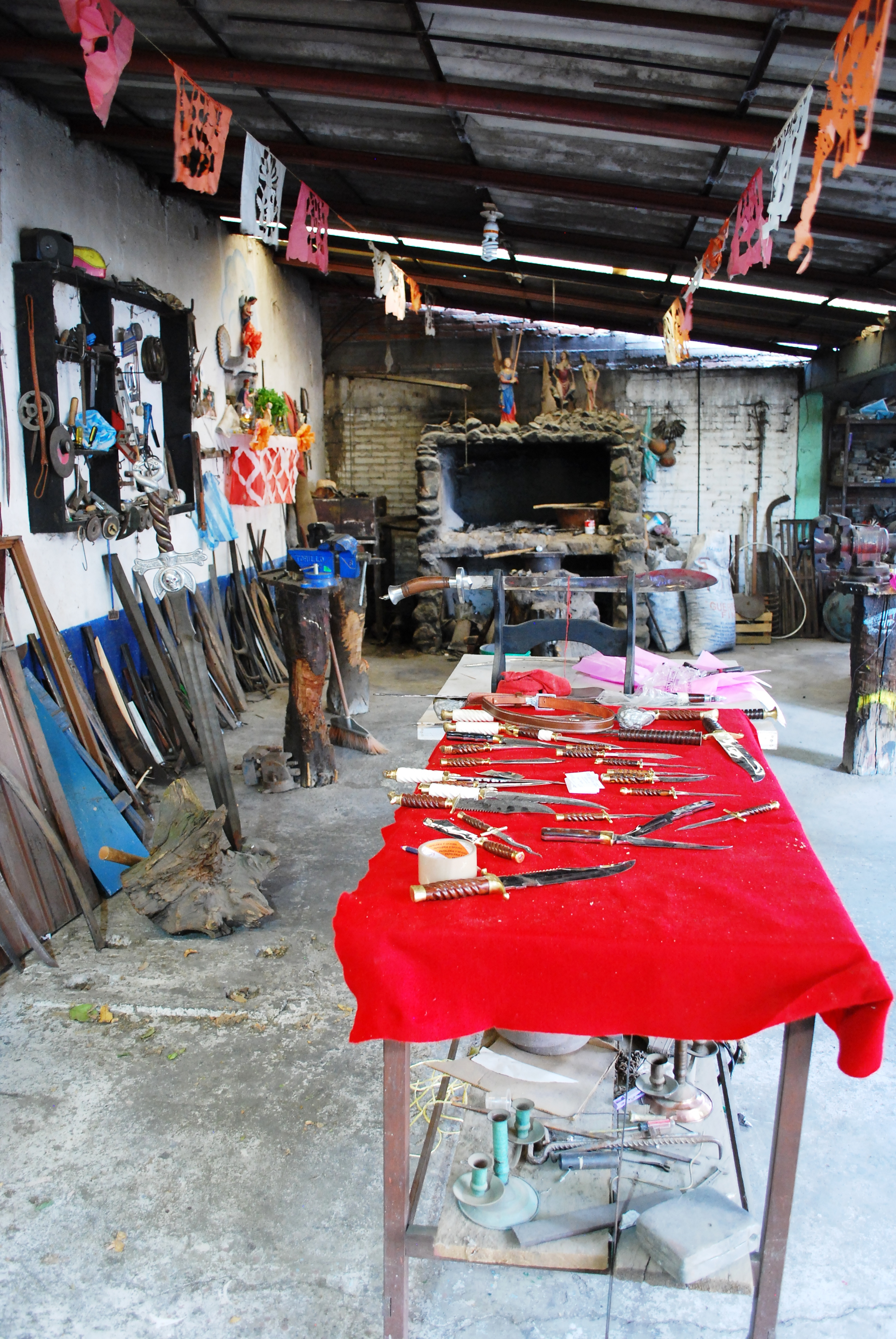
Taller familiar con la piedra y el ladrillo de horno en el fondo

A pesar de que existen otros talleres que fabrican espadas artísticas, Apolinar Aguilar es el único que produce estas espadas con piezas hechas a mano, aplicando técnicas tradicionales con martillos, yunques y un horno de piedra y ladrillo calentado por madera. Cada pieza es única, pues los materiales principales son chatarra y restos de obras de construcción.
Una de las espadas más famosas que ha creado es la que usó Arnold Schwarzenegger en las películas Conan el Bárbaro y Conan el Destructor, cuando un productor de Hollywood descubrió sus productos en la feria de artesanos en Texas. Entre otras piezas están: la espada vendida a Amalia Solórazo de Cárdenas, quién luego se la obsequió a Gustavo Díaz Ordaz y las espadas para otras dos películas. Apolinar trabaja para  varios chamanes de la región de Catemaco, Chiapas, Guatemala y Asia quienes solicitan cuchillos que usan en sus rituales. Entre los clientes de Apolinar Aguilar se incluye el Heroico Colegio Militar, teatros, integrantes de artes marciales, Boy Scouts y coleccionistas en el resto del territorio mexicano y en Estados Unidos. Desde 1986, el taller ha buscado la manera de poner una sucursal de su taller en los Estados Unidos, ya que su trabajo por ser catalogado como arma blanca no les permiten realizar exportaciones.
Su labor artesanal se incluyó en uno de los capítulos de Arte popular mexicano de familias de artistas oaxaqueños (Mexican Folk Art from Oaxaca Artist Families), editada en 2007 por Arden Aibel Rothstein y Anya Leah Rothstein.
Actualmente los atiende con gran amabilidad, humildad, gratitud y sabiduría su tercera generación familiar.